# Saxifraga anisophylla
Saxifraga anisophylla är en stenbräckeväxtart som beskrevs av H. Sm.. Saxifraga anisophylla ingår i Bräckesläktet som ingår i familjen stenbräckeväxter. Inga underarter finns listade i Catalogue of Life.